# Erdoğan Atalay
Erdoğan Atalay (Hannover, 22. rujna 1966.) njemački je glumac turskog porijekla.
Karijeru je počeo glumeći manju ulogu u predstavi Aladin i čarobna svjetiljka u nacionalnom kazalištu u Hannoveru. Hrvatskoj javnosti najpoznatiji je po ulozi policijskog inspektora Semira Gerkhana u njemačkoj televizijskoj seriji Cobra 11 - Specijalci s autoputa.
Razveden je od glumice Anne Marie Pollmann s kojom ima kćer.

## Filmografija
- 1990. Musik groschenweise
- 1994. Doppelter Einsatz
- 1994. Die Wache
- 1996. – danas Alarm für Cobra 11 - Die Autobahnpolizei
- 1997. Sperling und der falsche Freund
- 1998. Der Clown
- 2000. Maximum Speed
- 2006. Hammer und Hart

## Vanjske poveznice
- Kobra 11 na RTL televiziji  Arhivirana inačica izvorne stranice od 10. studenoga 2007. (Wayback Machine)